# Торпедо (стадион, Владимир)
«Торпе́до» — стадион в городе Владимире, домашняя арена местного футбольного клуба «Торпедо».

## История стадиона
Расположен в районе Гончары (первое время назывался стадионом в Гончарах) на восточном склоне Студёной горы (иногда называемой Стадионной) на месте бывшей спортплощадки, возникшей в этом месте в конце 1920-х годов. После окончания Великой Отечественной войны было решено построить стадион, владельцем которого стал Владимирский тракторный завод. Открыт стадион был в 1950 году. Помимо футбольного поля и трибун включал беговые дорожки для легкоатлетов. В 1958 году прошёл ремонт с обновлением и улучшением инфраструктуры. На стадионе стала проводить домашние матчи футбольная команда мастеров владимирского «Торпедо».
Под московскую Олимпиаду планировалось при содействии Госкомспорта построить новый стадион (вместо разрушенного 22 апреля 1978 года во время субботника старого[прояснить]), однако этого не произошло, но усилиями директора тракторостроительного завода А. Гришина стадион «Торпедо» был включён в программу реконструкции по плану министерства автомобильного, автотракторного и сельскохозяйственного машиностроения, при этом первоначальные замыслы включали в себя электроподогрев поля, козырек над трибунами и ряд других новшеств, осуществление которых реализовано не было.
В 1970—80-е годы владимирское «Торпедо» почти не играло на стадионе «Торпедо». Регулярная эксплуатация стадиона вновь началась с 1991 года, к этому времени на стадионе появилось венгерское электронное табло, четырёхмачтовое освещение, позволившее проводить мероприятия в тёмное время суток, и уложено искусственное покрытие на беговые дорожки. Тем не менее, в середине 1990-х стадион вновь потребовал ремонта. Пока восстанавливалась пришедшая в аварийное состояние западная трибуна и приводились в порядок подтрибунные помещения и ряд инфраструктурных объектов, команда играла на менее вместительном стадионе «Лыбедь» («Строитель»). Впоследствии на стадионе «Торпедо» были установлены индивидуальные пластиковые сидения, вместимость снизилась с 20 до 18 тысяч.
Имеется малая спортивная арена «Торпедо» (МСА «Торпедо») с двумя футбольными полями с искусственным покрытием (уложены в 2006 и 2007 годах). Первое из них (с повышенной износостойкостью) было открыто для футболистов СДЮШОР по программе РФС в рамках Национального инвестиционного проекта «Подарим детям стадион». На втором (с системой подогрева поля) владимирское «Торпедо» провело несколько матчей Первенства ФНЛ сезона-2011/12, и также иногда использует его в ряде игр других турниров. В 2019 и 2020 годах искусственное покрытие было обновлено, также на верхнем поле в 2020 году произведены работы по благоустройству. Вместимость трибун «нижний арены» — 3000.
В 2019 году на 2020 год было намечено начало глобального обновления арены со сносом существующих трибун и постройкой новых (на 10 тысяч мест), а также заменой натурального газона футбольного поля на искусственный, однако из-за коронакризиса работы были отложены, предполагалось, что они могут начаться в 2021 или 2022 году. В июне 2022 года стало известно о том, что власти Владимирской области отказались от планов по масштабному ремонту стадиона в обозримом будущем.
По состоянию на 2022 год из-за ветхости конструкций используется только часть трибун, спортивных и административных помещений.
В июне 2023 года губернатор Владимирской области Александр Авдеев заявил о предстоящей реконструкции стадиона, которая начнётся с малой арены. В декабре 2023 года вице-губернатором Владимирской области Владимиром Куимовым было предложено вместо поэтапных работ осуществить реконструкцию объектов в соответствии с комплексным подходом.

## Адрес
- г. Владимир, улица Дворянская, д. 16а.

## Рекорд посещаемости
- 27 сентября 1991 года: Чемпионат СССР по футболу. Вторая лига. Центральная зона. «Торпедо» Владимир — «Асмарал» Москва (2:1) — 20 000 зрителей

## Важные матчи
- 13 июля 2005 года: 1/16 финала Кубка России по футболу. «Торпедо» Владимир — ЦСКА — 1:1 (18 000 зрителей)
- 6 августа 2008 года: 1/16 финала Кубка России по футболу. «Торпедо» Владимир — ЦСКА — 1:4 (18 000 зрителей)
- 15 июля 2009 года: 1/16 финала Кубка России по футболу. «Торпедо» Владимир — «Зенит» Санкт-Петербург — 0:2 (18 000 зрителей)